# Tilhar
Tilhar là một thành phố và là nơi đặt ban đô thị (municipal board) của quận Shahjahanpur thuộc bang Uttar Pradesh, Ấn Độ.

## Địa lý
Tilhar có vị trí 27°59′B 79°44′Đ / 27,98°B 79,73°Đ Nó có độ cao trung bình là 157 mét (515 feet).

## Nhân khẩu
Theo điều tra dân số năm 2001 của Ấn Độ, Tilhar có dân số 52.909 người. Phái nam chiếm 52% tổng số dân và phái nữ chiếm 48%. Tilhar có tỷ lệ 41% biết đọc biết viết, thấp hơn tỷ lệ trung bình toàn quốc là 59,5%: tỷ lệ cho phái nam là 47%, và tỷ lệ cho phái nữ là 35%. Tại Tilhar, 17% dân số nhỏ hơn 6 tuổi.